# Liste der Kulturgüter in Rüti ZH
Die Liste der Kulturgüter in Rüti ZH enthält alle Objekte in der Gemeinde Rüti im Kanton Zürich, die gemäss der Haager Konvention zum Schutz von Kulturgut bei bewaffneten Konflikten, dem Bundesgesetz vom 20. Juni 2014 über den Schutz der Kulturgüter bei bewaffneten Konflikten sowie der Verordnung vom 29. Oktober 2014 über den Schutz der Kulturgüter bei bewaffneten Konflikten unter Schutz stehen.
Objekte der Kategorien A und B sind vollständig in der Liste enthalten, Objekte der Kategorie C fehlen zurzeit (Stand: 1. Januar 2022). Unter übrige Baudenkmäler sind weitere geschützte Objekte zu finden, die im Verzeichnis der Objekte von überkommunaler Bedeutung der kantonalen Denkmalpflege zu finden und nicht bereits in der Liste der Kulturgüter enthalten sind.

## Kulturgüter
| Foto | | Objekt                                                                         | Kat. | Typ | Standort                                                        | Beschreibung |
| ---- | --- | ------------------------------------------------------------------------------ | ---- | --- | --------------------------------------------------------------- | ------------ |
| ja   | Datei hochladen · Wikidata zu Reformierte Kirche Rüti (Q2137013)                                          | Reformierte Kirche (ehemalige Klosterkirche) KGS-Nr.: 7648                     | A    | G   | Dorfstrasse 5 706744 / 235221                                   |              |
| ja   | Datei hochladen · Wikidata zu Krematorium (Q29574223)                                                     | Krematorium KGS-Nr.: 10086                                                     | A    | G   | Krematoriumstrasse 15 706896 / 234700                           |              |
| ja   | Datei hochladen · Wikidata zu Ehemaliges Amthaus (Q29933073)                                              | Ehemaliges Amtshaus KGS-Nr.: 7645                                              | B    | G   | Amthofstrasse 4 706714 / 235252                                 |              |
| ja   | Datei hochladen · Wikidata zu Ehemalige Seidenweberei Rüti (Q29933072)                                    | Ehemalige Seidenweberei Rüti KGS-Nr.: 7646                                     | B    | G   | Werner-Weber-Strasse 9–11 / Amthofstrasse 16–18 706792 / 235290 |              |
| ja   | Datei hochladen · Wikidata zu Fabrikantenvilla Weber (Q29933075)                                          | Fabrikantenvilla Weber KGS-Nr.: 7647                                           | B    | G   | Dorfstrasse 21 706876 / 235281                                  |              |
| ja   | Datei hochladen · Wikidata zu Reformiertes Pfarrhaus (Q29933077)                                          | Reformiertes Pfarrhaus KGS-Nr.: 12664                                          | B    | G   | Amthofstrasse 12 706731 / 235315                                |              |
| ja   | Datei hochladen · Wikidata zu Villa Felsberg (reformiertes Kirchgemeindehaus) mit Nebenbauten (Q29933078) | Villa Felsberg (reformiertes Kirchgemeindehaus) mit Nebenbauten KGS-Nr.: 12665 | B    | G   | Bahnhofstrasse 1, 5 / Dorfstrasse 39 707020 / 235353            |              |
| BW   | Datei hochladen                                                                                           | Wohnhaus KGS-Nr.: 16612                                                        | B    | G   | Schlossbergstrasse 21 707150 / 235252                           |              |

## Übrige Baudenkmäler
| ID                  | Foto |                 | Objekt                                                                 | Kat.    | Typ | Standort                                    | Beschreibung |
| ------------------- | ---- | --------------- | ---------------------------------------------------------------------- | ------- | --- | ------------------------------------------- | ------------ |
| 11800064            | ja   | Datei hochladen | Kindergarten Fägswil                                                   | B reg.  | G   | Fägswilerstrasse 25 708339 / 235915         |              |
| 11800097            | ja   | Datei hochladen | Reihenwohnhäuser (Flarz), Hausteil 4                                   | C       | G   | Fägswilerstrasse 41 708476 / 236030         |              |
| 11800111            |      | Datei hochladen | Fabrikanlage vorderer Pilgersteg, Turbinenhaus                         | B reg.  | G   | Pilgersteg 708480 / 236320                  |              |
| 11800151            |      | Datei hochladen | Bauernwohnhaus, Hausteil 1                                             | C       | G   | Gmeindrütistrasse 30 708232 / 235569        |              |
| 11800349            | ja   | Datei hochladen | Villa Séquin bzw. Haltberg, Hausteil 2                                 | B reg.  | G   | Haltbergstrasse 25 707223 / 235539          |              |
| 11800350            | ja   | Datei hochladen | Villa Séquin bzw. Haltberg, Hausteil 1                                 | B reg.  | G   | Haltbergstrasse 27 707232 / 235552          |              |
| 11800397            |      | Datei hochladen | Restaurant Falken                                                      | C       | G   | Falkenstrasse 2 707109 / 235430             |              |
| 11800398            |      | Datei hochladen | Wohnhaus mit Laden                                                     | C       | G   | Caspar Honegger-Strasse 2 707115 / 235410   |              |
| 11800400            |      | Datei hochladen | Flarzhaus                                                              | C       | G   | Haltbergstrasse 1 707127 / 235411           |              |
| 11800727            |      | Datei hochladen | Ehemaliges Postgebäude                                                 | C       | G   | Bahnhofstrasse 8 707095 / 235345            |              |
| 11800737            | ja   | Datei hochladen | Villa Felsberg, ehemalige Kegelbahn / Automobilremise                  | B reg.  | G   | bei Bahnhofstrasse 5 707010 / 235400        |              |
| 11800738            |      | Datei hochladen | Villa Felsberg, ehemaliger Billardpavillon / Wagenremise               | B reg.  | G   | Dorfstrasse 39 706997 / 235369              |              |
| 11800781            |      | Datei hochladen | Wohnhaus mit Laden                                                     | C       | G   | Ferrachstrasse 9 706939 / 235191            |              |
| 11800836            |      | Datei hochladen | Bauernhaus Bundespalast                                                | B reg.  | G   | Neuguetweg 2 707418 / 234853                |              |
| 11800843            |      | Datei hochladen | Reihenwohnhäuser, Hausteil 1                                           | C       | G   | Aubrigstrasse 1 707454 / 234777             |              |
| 11801043            |      | Datei hochladen | Villa Werner, ehemaliges Gewächshaus                                   | B reg.  | G   | bei Werner Weber-Strasse 10 706901 / 235341 |              |
| 11801044            | ja   | Datei hochladen | Villa Werner, ehemalige Fabrikantenvilla                               | B reg.  | G   | Werner Weber-Strasse 10 706882 / 235341     |              |
| 11801145            | ja   | Datei hochladen | Ehemalige Seidenweberei Rüti, Webereianbau                             | B kant. | G   | Amthofstrasse 16–18 706760 / 235356         |              |
| 11801152            |      | Datei hochladen | Wohnhaus                                                               | B kant. | G   | Trümmlenweg 42B 707825 / 235013             |              |
| 11801167            |      | Datei hochladen | Waschhaus zum Pfarrhaus                                                | B reg.  | G   | bei Amthofstrasse 12C 706763 / 235320       |              |
| 11801168            | ja   | Datei hochladen | Amthof, ehemaliger Marstall und Zeughaus (Hausteil 1)                  | B kant. | G   | Amthofstrasse 11 706711 / 235293            |              |
| 11801169            | ja   | Datei hochladen | Amthof, ehemaliger Marstall und Zeughaus (Hausteil 2)                  | B kant. | G   | Amthofstrasse 9 706707 / 235288             |              |
| 11801170            | ja   | Datei hochladen | Amthof, ehemaliger Marstall und Zeughaus (Hausteil 3)                  | B kant. | G   | Amthofstrasse 7 706700 / 235279             |              |
| 11801401            |      | Datei hochladen | Bauernhaus                                                             | C       | G   | Hüllistein 1 705954 / 234059                |              |
| 11801407            | ja   | Datei hochladen | Doppelbauernwohnhaus, Hausteil 1                                       | C       | G   | Hüllistein 3 705995 / 233974                |              |
| 11801408            | ja   | Datei hochladen | Doppelbauernwohnhaus, Hausteil 2                                       | C       | G   | Hüllistein 2 705988 / 233976                |              |
| 11801410            |      | Datei hochladen | Doppelbauernwohnhaus, Hausteil 1                                       | B reg.  | G   | Hüllistein 4 705957 / 233968                |              |
| 11801411            | ja   | Datei hochladen | Doppelbauernwohnhaus, Hausteil 2                                       | B reg.  | G   | Hüllistein 5 705954 / 233961                |              |
| 11801427            |      | Datei hochladen | Bauernwohnhaus, Hausteil 2                                             | C       | G   | Neuhusweg 007 706672 / 234351               |              |
| 11801683            | ja   | Datei hochladen | Oberstufenschule Schanz/Egg                                            | B reg.  | G   | Spitalstrasse 20 706490 / 235356            |              |
| 11801911            | ja   | Datei hochladen | Primarschule Lindenberg, Klassentrakte A+B                             | B reg.  | G   | Neuhusstrasse 45–47 706949 / 234394         |              |
| 11801911            | ja   | Datei hochladen | Primarschule Lindenberg, Klassentrakt C                                | B reg.  | G   | Neuhusstrasse 43 706963 / 234430            |              |
| 11801913            |      | Datei hochladen | Primarschule Lindenberg, Trakt D, Turnhalle / Singsaal / Abwartwohnung | B reg.  | G   | Neuhusstrasse 43 706897 / 234395            |              |
| 11803036            |      | Datei hochladen | Bahnhof Rüti, Perronüberdachung                                        | B reg.  | G   | Bahnhofstrasse 11 707169 / 235357           |              |
| 11803039            | ja   | Datei hochladen | Bahnhof Rüti, neuer Bahnhof                                            | B reg.  | G   | Bahnhofstrasse 11 707144 / 235351           |              |
| 11803078            | ja   | Datei hochladen | Ehemalige Seidenweberei Rüti, Seidenweberei                            | B kant. | G   | Werner Weber-Strasse 11 706799 / 235340     |              |
| 118GRENZE00001      |      | Datei hochladen | Kantons-Grenzstein ZH-SG Rütitörli                                     | B reg.  | G   | Rütitörli 705598 / 234074                   |              |
| 118GRENZE00003      |      | Datei hochladen | Kantons-Grenzstein ZH-SG Aspwald                                       | B reg.  | G   | Aspwald 708377 / 233701                     |              |
| 118KELLER01176      |      | Datei hochladen | Keller im Amtshaus                                                     | B kant. | G   | Amthofstrasse 4 706714 / 235252             |              |
| 118WR-HINWIL00031   |      | Datei hochladen | Fabrikanlage vorderer Pilgersteg, Stauweiher                           | B reg.  | G   | Pilgersteg 708780 / 236409                  |              |
| 118WR-HINWIL00031-1 |      | Datei hochladen | Fabrikanlage vorderer Pilgersteg, Staumauer                            | B reg.  | G   | Pilgersteg 708707 / 236420                  |              |
| 118WR-HINWIL00031-2 |      | Datei hochladen | Fabrikanlage vorderer Pilgersteg, Druckleitung                         | B reg.  | G   | Pilgersteg 708594 / 236310                  |              |
| 118WR-HINWIL00031-3 |      | Datei hochladen | Fabrikanlage vorderer Pilgersteg, Wasserschloss                        | B reg.  | G   | Pilgersteg 708485 / 236309                  |              |
| 118WR-HINWIL00031-4 |      | Datei hochladen | Fabrikanlage vorderer Pilgersteg, Unterwasserkanal                     | B reg.  | G   | Pilgersteg 708463 / 236339                  |              |
| 118WR-HINWIL00285   |      | Datei hochladen | Fabrikanlage vorderer Pilgersteg, Grundablass des Stauweihers          | B reg.  | G   | Pilgersteg 708672 / 236420                  |              |

Legende: Im Wesentlichen siehe Legende der Liste der Kulturgüter von nationaler und regionaler Bedeutung, mit folgenden Ausnahmen:
- Anstelle der KGS-Nummer wird als Objekt-Identifikator (ID) die Inventarnummer im Verzeichnis der Objekte von überkommunaler Bedeutung des kantonalen Denkmalschutzamtes verwendet.
- Bei den Kategorien wird wie folgt unterschieden: B kant. = Objekt von kantonaler Bedeutung (Kanton Zürich); B reg. = Objekt von regionaler Bedeutung (Kanton Zürich).